# Heribert Schmidt
Heribert Schmidt (* 10. Dezember 1920 in Assinghausen; † 27. Januar 2008 in Meschede) war ein sauerländischer Heimatdichter und Kommunalpolitiker.

## Leben
Schmidt war ein Sohn des Reichsbahnassistenten Anton Schmidt und der jüngste von vier Brüdern. Nach der Volksschule absolvierte er von 1935 bis 1939 eine Lehre als Maschinenschlosser. Danach war er von 1940 bis 1944 dienstverpflichtet zu den Ernst Heinkel Flugzeugwerken und bei der Luftwaffe. Von 1944 bis 1948 war Schmidt in englischer Kriegsgefangenschaft. Nach dem Krieg war er von 1948 bis 1983 als technischer Angestellter berufstätig.
Daneben war er ab 1956 im Vorstand und Aufsichtsrat der örtlichen Spar- und Darlehnskasse. Im Zeitraum von 1964 bis 1981 bekleidete er verschiedene kommunalpolitische Ämter in seiner Heimatgemeinde Wulmeringhausen und in der Stadt Olsberg u. a. als stellvertretender Bürgermeister.
Während der englischen Kriegsgefangenschaft war Schmidt Texter in der Gefangenenbühne Bruneros bunte Bühne, er schrieb Operetten und Revuen und motivierte seine Mitgefangenen zum Theaterspielen. Im Olsberger Heimatbund war er lange Jahre ein wichtiger Impulsgeber, von 1983 an auch als Vorstand.
Schmidt schrieb vorwiegend in Hochdeutsch, besondere Beliebtheit erwarb er aber mit seinen Texten in Sauerländer Platt. Die Westfalenpost schrieb in seinem Nachruf:

„Er verstand es wie kaum ein anderer, Suerlänner Platt zu kuieren und betrachtete dabei auch den Alltag mit all seinen Verwerfungen: ‚Herr-Guad, pass op! Se fusket dei do tüsken. Herr-Guad, schlo dropp! Dau most ne ennen wisken!‘“

Schmidt verstarb im Januar 2008 an den Folgen einer schweren Operation.

## Auszeichnungen
- 1996: Bundesverdienstkreuz am Bande für sein Lebenswerk

## Werke
- 1000 Berge, tausend Verse. Frohsinnige, nachdenkliche u. kritische Beobachtungen. Strobel, Arnsberg 1987, ISBN 3-87793-019-0.
- Heiter bis wolkig. Verse und Gedichte. Verlag im BBW Josefsheim, Bigge 1990, ISBN 3-925680-08-X.
- Ein buntes Mosaik. Verse und Gedichte. Verlag im BBW Josefsheim, Bigge 1992.
- Sauerampfer und Jasmin. Verse und Gedichte. Verlag im BBW Josefsheim, Bigge 1994, ISBN 3-925680-21-7.
- Schinkenbüterkes met Fransen. Kreuz und quer – Sprüche und Gedanken. Verlag im BBW Josefsheim Bigge, Olsberg 1996, ISBN 3-925680-24-1.
- Ein Blick aus dem Fenster. Berufsbildungswerk Josefsheim Bigge, Olsberg 1998, ISBN 3-925680-25-X.
- Immer nur lächeln ...? Berufsbildungswerk Josefsheim Bigge, Olsberg 2003, ISBN 3-925680-32-2.

Daneben war Schmidt mit zahlreichen Beiträgen in unterschiedlichen Titeln der regionalen Presse vertreten.